# Joyce Beatty

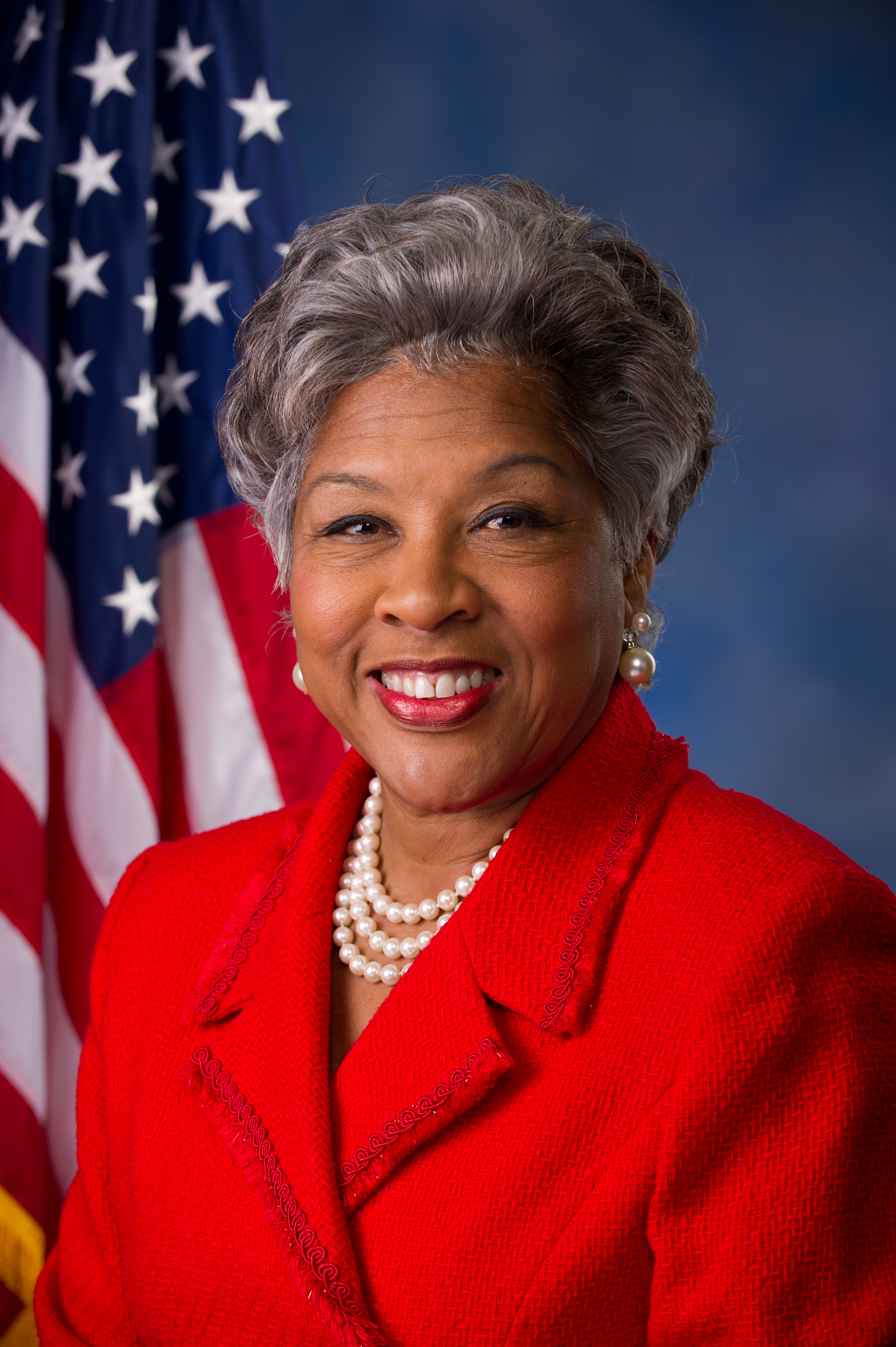
Joyce Beatty (2012)

Joyce Marie Beatty (* 12. März 1950 in Dayton, Ohio) ist eine US-amerikanische Politikerin der Demokratischen Partei. Seit dem 3. Januar 2013 ist sie Mitglied des Repräsentantenhauses der Vereinigten Staaten für den 3. Kongressdistrikt des Bundesstaates Ohio.

## Biografie
Beatty wurde in Dayton geboren. Sie studierte Psychologische Beratung an der Central State University, wo sie mit einem Bachelor of Arts abschloss. Den Master of Science erhielt sie an der Wright State University. Anschließend promovierte sie an der University of Cincinnati. Anschließend war sie als Health and Human Services Director im Montgomery County für Gesundheitsthemen und die Ausbildung von Krankenschwestern zuständig. 2003 wurde ihr für ihre Verdienste im Gesundheitswesen die Ehrendoktorwürde von der Ohio Dominican University verliehen. 
1999 wurde Beatty als Nachfolgerin ihres Mannes zum Mitglied im Repräsentantenhaus von Ohio ernannt. Bei den Wahlen 2000, 2002, 2004 und 2006 wurde sie jeweils mit deutlicher Mehrheit im Amt bestätigt. 2004 war sie Delegierte für Ohio bei der Democratic National Convention. 2008 durfte sie aufgrund einer Amtszeitbeschränkung nicht mehr antreten. Während ihrer letzten Amtsperiode wurde sie zur Fraktionschefin der demokratischen Minderheitsfraktion (Minority leader) gewählt. Aufgrund ihrer Arbeit, aber auch aufgrund des allgemeinen Umschwungs konnten die Demokraten ab 2009 die Mehrheit der Sitz im Repräsentantenhaus von Ohio stellen. 
Nachdem sie aus dem Repräsentantenhaus von Ohio ausscheiden musste, war sie von 2008 bis 2012 Vizepräsidentin der Ohio State University. Hier war sie zuständig für die Öffentlichkeitsarbeit. 
Bei den Kongresswahlen 2012 trat Beatty als Kandidatin der Demokratischen Partei im neu formierten 3. Distrikt von Ohio an. Der Distrikt liegt zu großen Teilen in und um Columbus. In der Vorwahl setzte sie sich gegen die ehemaligen Kongressabgeordnete Mary Jo Kilroy durch. Sie konnte sich mit 67,78 % der Stimmen klar gegen den Republikaner Chris Long durchsetzen. Die Kandidaten der Libertären und der Grünen Partei kamen jeweils auf 3 bzw. 2 % der Stimmen. Nach bisher sechs Wiederwahlen in den Jahren 2014 bis 2024 kann sie ihr Amt bis heute ausüben. Ihre aktuelle Legislaturperiode im Repräsentantenhaus des 119. Kongresses läuft noch bis zum 3. Januar 2027.
Beatty ist mit Otto Beatty, Jr. verheiratet. Sie leben in Columbus.